# Serkan Yılmaz
Serkan Yılmaz (Kırşehir, 21 mei 1975) is een Turks taekwondoka die tevens uitkomt in wushu, K-1, A1 WCC en kickboksen. Hij heeft in 2003 en 2004 zeven wedstrijden gevochten onder K-1-regels. Hij er heeft er drie gewonnen, hier volgen de uitslagen van zijn K-1 carrière tot heden:
| Tegenstander         | Datum      | Uitslag  | Methode |
| -------------------- | ---------- | -------- | ------- |
| Takashi Ohno         | 05-07-2003 | Gewonnen | Decisie |
| Mike Cope            | 27-07-2003 | Verloren | Decisie |
| Tomo Tomo            | 24-02-2004 | Gewonnen | KO      |
| Kazuya Yashuiro      | 24-02-2004 | Gewonnen | KO      |
| Takayuki Kohiruimaki | 24-02-2004 | Verloren | Decisie |
| Masato Masato        | 04-07-2004 | Verloren | Decisie |
| Duane Ludwig         | 07-07-2004 | Verloren | Decisie |